# Draken Harald Hårfagre
Draken Harald Hårfagre är en klinkbyggd råsegellbåt byggt i ekträ på Vibrandsøy i Haugesund och som ägs av Haugesundsbon Sigurd Aase.

## Konstruktion
Då inga tillräckligt stora kvistfria ekar stod att finna i Norge, reste båtbyggarna runt i Europa och hittade till sist virke av tillräckligt god kvalitet utanför Frankfurt i Tyskland. Seglet är sytt av silke ifrån Indien.

## Resor
Då skeppet på sin första långsegling år 2014 skulle segla till Liverpool brast masten och skeppet fick istället söka sig till Shetlandsöarna. En ny mast, som är 23.5m hög och 50 cm i diameter i höjd upp till 15m införskaffades i Skottland. År 2016 seglade fartyget över Atlanten för att delta i en utställning i Duluth i Minnesota, men kom inte hela vägen fram då man inte budgeterat för en lots i Stora sjöarna vilket medför en avgift på 400 tusen USD. I stället vände besättningen om vid Green Bay i Michigansjön.